# Why'd You Only Call Me When You're High?
"Why'd You Only Call Me When You're High?" é uma canção da banda britânica de indie rock Arctic Monkeys. Ela é o segundo single do disco AM, lançado em 2013. A canção em si foi lançada oficialmente em 11 de agosto, junto com um clipe.
Em 18 de agosto de 2013, a canção entrou nas principais paradas musicais inglesas, chegando ao top 10. Duas semanas mais tarde, foi liberado um b-side, intitulado "Stop the World I Wanna Get Off with You". Ryan Reed, da revista Rolling Stone, afirmou que a canção é um "B-side sensual" e "roqueira com alma", e uma publicação na revista Spin afirmou que "se isso é um b-side do Arctic Monkeys, apenas imagine o resto do disco".

## Faixas
| CD single, download digital (versão 1) |                                            |         |  |
| N.º                                    | Título                                     | Duração |  |
| 1.                                     | "Why'd You Only Call Me When You're High?" | 2:41    |  |

| 7" vinil, digital download (versão 2) |                                            |         |  |
| N.º                                   | Título                                     | Duração |  |
| 1.                                    | "Why'd You Only Call Me When You're High?" | 2:41    |  |
| 2.                                    | "Stop the World I Wanna Get Off with You"  | 3:11    |  |

## Paradas musicais
| Paradas (2013)                                          | Melhor posição |
| ------------------------------------------------------- | -------------- |
| Bélgica (Ultratop 50 de Flandres)                       | 31             |
| Bélgica (Ultratip Bubbling Under da Valônia)            | 22             |
| França (SNEP)                                           | 164            |
| Irlanda (IRMA)                                          | 33             |
| Japão (Japan Hot 100)                                   | 42             |
| Escócia (Scottish Singles Chart)                        | 7              |
| Reino Unido (UK Singles Chart)                          | 8              |
| Reino Unido (OCC UK Indie)                              | 1              |
| Estados Unidos (Billboard Alternative Airplay)          | 39             |
| Estados Unidos (Billboard Hot Rock & Alternative Songs) | 37             |